# Cirsodes
Cirsodes is een geslacht van vlinders van de familie spanners (Geometridae), uit de onderfamilie Ennominae.

## Soorten
- C. acuminata Guenée, 1858
- C. aggerata Schaus, 1911
- C. arceno Druce, 1891
- C. macilentata Guenée, 1858